# 海賊の隠し財宝
海賊の隠し財宝（かいぞくのかくしざいほう）は、海賊がどこかに秘匿したとされる財宝のこと。古くから伝説として語られているに留まらず、実際に発見された事例もある。

## 概要
海賊が無人島に財宝を隠したという話は人気があり、フィクションの題材にもなっている。しかし、カリブ海の海賊たちは略奪品をほぼ平等に分配すといった取り決めの下で海に出て、手に入れた財宝もすぐに女、酒、博打に使い果たしてしまったことで知られている。そのため、海賊の隠し財宝の存在について否定的に語る専門家も多い。
1900年、作家のフレデリック・A・オバーは、海賊の隠れ家として著名なカリブ海のトルトゥーガ島の森の中や洞窟には、海賊たちが秘匿した財宝が眠っていると書いている。一方、カリブ海の海賊の研究で有名な歴史家のマーカス・レディカーは海賊が財宝を埋めたという話を否定している。
歴史家のジャン・ロゴジンスキは、スティーブンソンの『宝島』の影響でカリブ海の海賊が財宝を秘匿するイメージが広まっているが、実際にそのような行為を行った可能性が高いのは、インド洋や紅海で活躍したヨーロッパ人の海賊（海賊周航）であるという。
海賊周航時代のインド洋はカリブ海と比較して、略奪に成功する可能性が高く、財宝も押し並べて高価な品々だった。その割に彼らが拠点としていたマダガスカルのサント・マリー島には財宝を使い果たせるような場所が存在しなかったことから、島の海賊たちはアメリカに帰国するまで財宝を保管しておく必要があった。また、ロゴジンスキはマダガスカル以外ではそのような事例はなく、他の地域の海賊たちは略奪した財宝をすぐに使ってしまっただろうと予想している。
クリントン・V・ブラックはいわゆる黄金時代の海賊には略奪品を平等に分配するといった掟が存在し財宝自体も早い段階で金銭や物資への交換がなされただろうから、海賊の財宝話の多くは創作か実在しても誇張されたものである可能性が高いと述べている。
トレジャーハンターのロベール・シャルーは、海賊の隠し財宝というものは沈没船の財宝や他の地上の財宝などと比べると金額的にそこまで大きなものではないだろうと指摘している。 
歴史家の別枝達夫は17世紀-18世紀の海賊が人里離れた孤島や海辺に財宝を隠したという話は事実と見て差し支えないと書いている。
別枝は財宝が秘匿される理由をいくつか上げている
1.捕まることを察知した海賊が一時的に基地周辺や馴染みの土地に埋めるもの。
2.嵐に襲われて孤島に難破した海賊がそこに財宝を埋めるケース。
3.財宝の分配を嫌った海賊船長が一時的に財宝を秘匿するケース。
歴史家のシャルル・ド・ラ・ロンシエールは、海賊は財宝の種類によって隠し場所を変えていたと述べている。いわく、黄金や宝石など水に強い物は海辺に、そうではないものは島の乾燥した場所に埋められたという。そして、海辺に隠された財宝の近くの岩には目印が刻まれたという。財宝は槍やパルチザンを使った探索を逃れるために約3m（10フィート）の深さに埋められた。また、海辺に埋められた財宝に関しては海賊がそこに隠してから時間が経過しているため、現在では埋蔵地が海中に沈下している可能性があるという。
海洋史家のスタンレー・ロジャースは、「海賊周航」時代に海賊の集合地として利用されていたコモロ諸島のジョハンナ島には、複数の未発見の財宝が眠っているだろうと述べた。

## 実際に発見された例
バッカニアのロッシュ・ブラジリアーノはキューバの青年の島に財宝を埋蔵したがスペイン人の拷問を受けて銀貨10万枚以上が発掘された。一般的なバッカニアは、略奪してきた財宝をすぐに使い果たしてしまうことで知られていたので、このような事例は希だった。
有名な海賊ではキャプテン・キッドことウィリアム・キッドがガーディナー島に宝石箱を埋蔵したがすぐに発見されている。ただし、発見された財宝がキッドの略奪分からして少なかったので、隠し財宝は他にも存在するとの説がある。候補地としては、キッドが立ち寄ったアメリカ東海岸やカリブ海などが挙げられている。

## 財宝伝説
伝説レベルでは、黒ひげ、ヘンリー・エイヴリー、バーソロミュー・ロバーツなどが財宝をどこかに隠したとされる。彼らの話に限らず海賊に関する真偽不明の財宝伝説が世界各地の孤島や無人島に流布している。
黒ひげは殺害される前日に部下の男から財宝のありかを尋ねられて「そいつは俺と悪魔しか知らねえ。一番長生きした奴がかねを持っていくのさ」と答えたという。この話は黒ひげの部下が法廷で証言したもので、この言葉によって財宝伝説が誕生し現代でも財宝探しが行われている。
私掠船船長のトーマス・ストラドリング（Thomas Stradling）は、エクアドル沖のラプラタ島にスペインの財宝船から略奪した財宝を隠したと伝えられている。伝説によると、シンク・ポーツ号の船長を務めていたストラドリングは、敵国であるスペイン船から財宝を略奪することには成功したものの、シンク・ポーツ号が浸水や沈没の危機に陥り、やむなく流れ着いたラプラタ島に上陸することになった。そこで彼らは島の洞窟に財宝を隠して入り口を爆薬で塞いだという。後に捕らえられたストラドリングは財宝の話を打ち明けて島に戻れるように努力したが、財宝が回収されることはなかったという。
1929年、ヒューバート・パルマーという男がウィリアム・キッドの物とされる家具を入手した。この家具の隠し場所にはキッドの財宝が隠されている（とされる）シナ海の謎の島が描かれた海図が隠されていた。以後、この海図を元に東洋に向かうトレジャーハンターが続出した。
1730年にレユニオン島で処刑された海賊オリビエ・ルバスールは処刑される直前に財宝の在りかが書かれた暗号文を民衆に投げつけたといわれている（フィクションとの指摘も根強い）。ルバスールは仲間の海賊たちと共にノッサ・セニョラ・ド・カボ号を襲撃して一説には海賊史上最大とも試算される4億ドル超の財宝を掠奪した。
ベルナルダン・ナジョン・ド・レスタン（Bernardin Nageon de l'Estang）はインド洋のモーリシャス島に略奪品を秘匿して財宝の在りかを伝える何通かの手紙を自分の甥に送った。手紙は伝わっているものだけで3通あり、そのうち2通がレスタンによるものだと考えられている。
1通目はモーリシャス島のある地点から25歩から30歩進んでB・Nという目印を見つければ宝に辿り着くことができると書いてある。2通目にはレスタンが乗船していたインダス号がモーリシャス島のヴァコア近辺で難破してしまい、B・Nと書いたところにその船の財宝を隠したと書かれている。レスタンの手紙などを所持していた私掠船の船長がインドスタン沿岸で起きた戦いで負傷した際に部下のフリーメイソンの男を死の床に呼び出してレスタンの手紙類を手渡した。3通目の著者はこのフリーメイソンの男だと考えられている。
大西洋のサルベージ諸島には、海軍をも巻き込んだ財宝伝説がある。船乗りのクリスチャン・クルーズなる男は同僚のスペイン人の男の最後を看取った。クルーズはその男から生前に不思議な話を聞かされていた。いわく、そのスペイン人は1804年、財宝を積んで南米からスペインへ向かう船に乗っていたが、スペインがイギリスと戦争に突入したことで急きょ進路を変更してサルベージ諸島に向かうことになった。そこで船員の不評を買った船長は殺害されてしまった。次に財宝を満潮でも沈まない場所にある砂浜に埋めてその上に船長の棺を埋めたという。こうしておけば、財宝を埋めたことのカモフラージュになるだろうという計画だった。
1813年、この話に興味を抱いた海軍本部はプロメテウス号のヘラクレス・ロビンソン船長なる海軍士官にサルベージ諸島の財宝を探索させることにした。ロビンソンはクルーズに直に話を聞き信憑性のある財宝話だと結論付けた。しかし、必死の探索にもかかわらず財宝は発見されなかった。海軍本部はロビンソンからの報告を受けて「財宝伝説は事実ではない」と結論付けた。
ある海賊の一群はブラジル沖に浮かぶトリニダード島に財宝伝説を遺した。1850年まで東インド会社のアヘン貿易船で船長を勤めていた男は、ある日部下のフィンランド人の元海賊らしき男から死の間際に自分が過去に所属していた海賊団がトリニダード島に財宝を隠したこと、そして、その一味の生き残りは自分しかいない事などを打ち明けられた。同時にその島の詳細な地理や財宝の隠し場所などが記されている海図もフィンランド人から船長に手渡された。
この話を又聞きした弁護士のエドワード・フレデリック・ナイトは、自前の帆船「アレルテ号」に乗り込んで実際にトリニダード島に向かうことにした。ナイトは、この冒険を事前に世間に公表したところ、各地からさまざまな財宝伝説の情報が送られてきた。その中にはサルベージ諸島の財宝の件も含まれていて、興味を持ったナイトはトリニダード島へ到着する前にサルベージ諸島へ立ち寄る事にした。しかし、結局どちらの財宝も手に入れることは出来なかった。
ホンジュラスのバイア諸島に浮かぶロアタン島には、海賊の埋蔵金らしき物が発見されたという報告がいくつかある。伝聞によると、冒険家で探検家のF・A・ミッチェル＝ヘッジスがカリブの海賊、エドワード・ローが隠したとされる金銀財宝を島で発見したという。
1960年代初頭には、トレジャーハンターのハワード・ジェニングスと作家のロビン・ムーアがロアタン島の海賊の隠れ家跡と思われる場所で金のネックレスと142枚のピース・オブ・エイト銀貨などを発掘したという。また、2人は、そこから遠くない場所にある岩場でも海賊が秘匿したらしき沢山の金塊と16本の銀の延べ棒を発掘したと報告している。
ほかにも、バッカニアの「皆殺しのモンバール」ことダニエル・モンバールがカリブ海のサン・バルテルミー島に略奪品を秘匿したと伝えられている。

## 財宝を探す人々
海賊の財宝を追い求めた数多くの冒険家、探検家、トレジャーハンターたちがいる。マルコム・キャンベル卿はココ島での財宝探しやキャプテン・キッドの財宝が隠されたシナ海の未知の島への遠征（これは途中で中止された）で知られている。
クルーズウィルキンス親子はセーシェル諸島のマヘ島で2代に渡ってルバスールの財宝を追っている。

## フィクションにおける海賊の宝
海賊が隠した財宝はフィクションでよく取り上げられる

### 小説
- 黄金虫（1843年）
- 宝島（1883年）